# هواکیانگبی
هواکیانگبی (به لاتین: Huaqiangbei) یک محله در جمهوری خلق چین است که در گوانگ‌دونگ واقع شده‌است. هواکیانگبی ۲٫۹ کیلومترمربع مساحت و ۱۶۰٬۰۰۰ نفر جمعیت دارد.
این محله مرکز بزرگ تولید قطعات الکترونیکی، و بازار الکترونیک در شنزن است. و نام آن از نام مستعار غربی آن "دره سیلیکون چین"، و "دره سیلیکون سخت افزار" به دست آمده است.

## نگارخانه

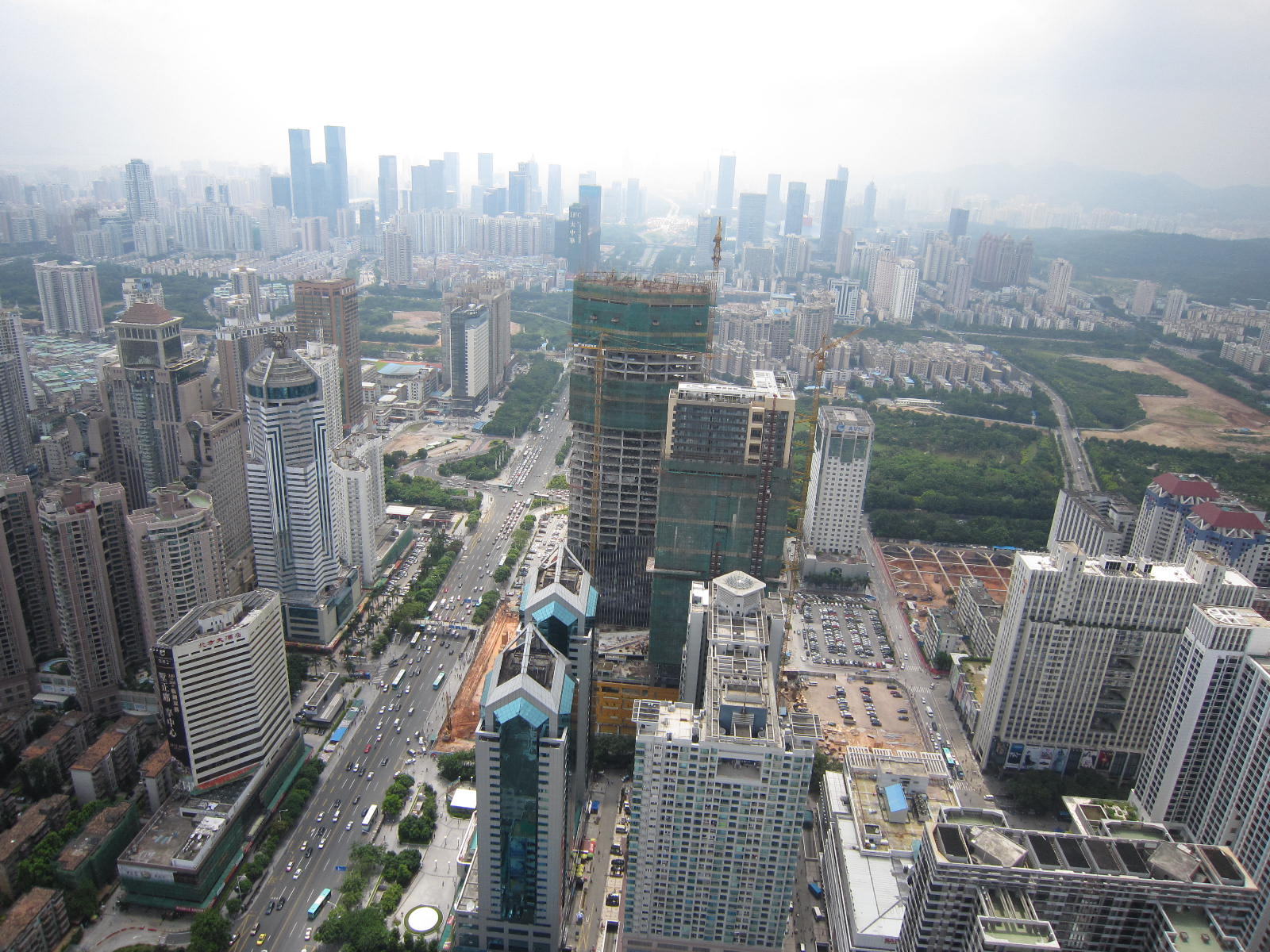
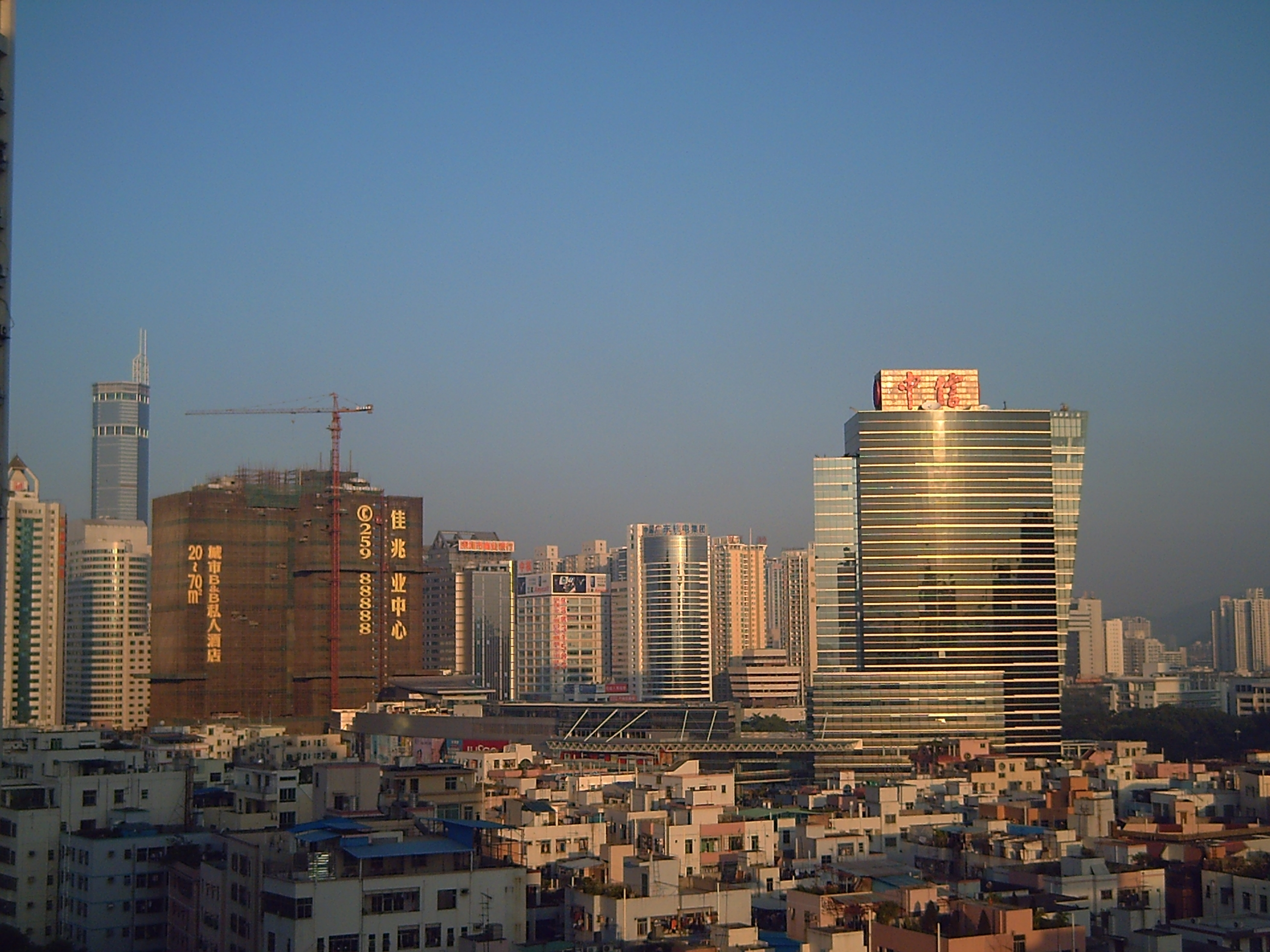